# Artigos da Confederação
Artigos da Confederação (Articles of Confederation), oficialmente Artigos da Confederação e União Perpétua (Articles of Confederation and Perpetual Union), foram um acordo e conjunto de leis iniciais entre as Treze Colônias, que serviram como a primeira Constituição dos Estados Unidos durante a Guerra de Independência dos Estados Unidos. Foram debatidos pelo Segundo Congresso Continental na atual Independence Hall, na Filadélfia, entre julho de 1776 e novembro de 1777, finalizados em 15 de novembro de 1777 e entraram em vigor em 1 de março de 1781, após a ratificação por todos os 13 estados coloniais.
Um princípio central dos Artigos era a preservação da independência e soberania dos estados. O documento criou deliberadamente um governo confederal fraco, conferindo-lhe apenas os poderes que as ex-colônias reconheciam anteriormente à Coroa Britânica e ao Parlamento da Grã-Bretanha. Ele estabelecia regras para organizar a chamada União Perpétua.
Durante o processo de ratificação, o Congresso passou a operar sob os Artigos, conduzindo a Guerra Revolucionária Americana, estabelecendo relações diplomáticas, tratando de questões territoriais e lidando com os nativos americanos. Após sua ratificação, o órgão passou a ser chamado Congresso da Confederação, embora continuasse sendo informalmente referido como Congresso Continental, já que sua estrutura pouco mudou.
À medida que o Congresso da Confederação tentava governar os estados em crescimento, seus delegados descobriram que limitações como dificuldade de reunir delegados, levantar fundos e regular o comércio comprometiam sua eficácia. As fraquezas se tornaram evidentes, especialmente após a Rebelião de Shays, levando vários pensadores políticos a pedirem mudanças que fortalecessem o governo central.
Em setembro de 1786, alguns estados se reuniram para tratar de barreiras comerciais protecionistas. Com o interesse crescente em revisar os Artigos, uma nova reunião foi convocada para 25 de maio de 1787 na Filadélfia — a Convenção Constitucional. Os delegados decidiram que não seria possível apenas revisar os Artigos e redigiram uma nova constituição, enviada aos estados para ratificação. Após debates intensos, em 4 de março de 1789, o governo sob os Artigos foi substituído pelo governo federal da Constituição dos Estados Unidos.

## Antecedentes e contexto
O impulso político por maior cooperação entre as colônias teve início com o Congresso de Albany em 1754 e o Plano de Albany de Benjamin Franklin. Nos anos seguintes, a lealdade à Coroa foi enfraquecida por ações como o Boston Tea Party, os Atos Intoleráveis, conflitos armados como a Batalha de Bunker Hill e o aumento do sentimento independentista impulsionado por propagandas patriotas.
Em 1775, o Segundo Congresso Continental começou a atuar como governo provisório das Colônias Unidas. Sentindo a necessidade de uma constituição escrita, o Congresso adotou medidas políticas, diplomáticas, militares e econômicas sem precedentes.
O apoio internacional era essencial. Thomas Paine argumentou em Common Sense que uma declaração formal de independência era necessária para atrair apoio europeu. O Congresso formou três comitês para redigir a Declaração de Independência dos Estados Unidos, um Tratado modelo e os Artigos da Confederação.

## Redação

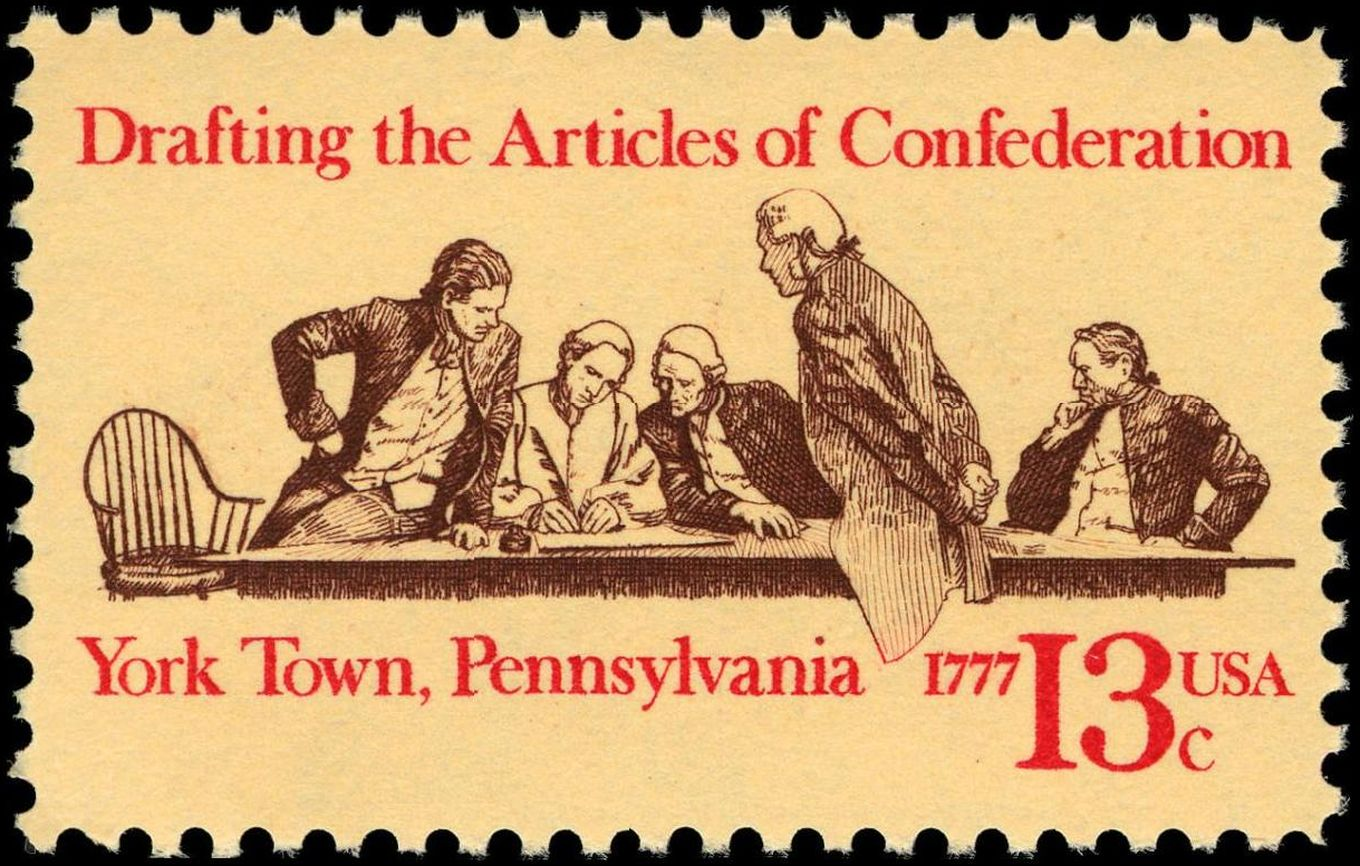
Selo postal dos EUA de 13 centavos comemorando os 200 anos dos Artigos da Confederação, emitido em 1977

Em 12 de junho de 1776, um dia após nomear o Comitê dos Cinco para a Declaração de Independência, o Congresso criou um comitê de 13 membros (um por colônia) para redigir uma constituição. O comitê era composto por:
- John Dickinson (Pensilvânia, presidente)
- Samuel Adams (Massachusetts)
- Josiah Bartlett (New Hampshire)
- Button Gwinnett (Geórgia)
- Joseph Hewes (Carolina do Norte)
- Stephen Hopkins (Rhode Island)
- Robert R. Livingston (Nova York)
- Thomas McKean (Delaware)
- Thomas Nelson (Virgínia)
- Edward Rutledge (Carolina do Sul)
- Roger Sherman (Connecticut)
- Thomas Stone (Maryland)
- Francis Hopkinson (Nova Jersey)

O presidente John Dickinson apresentou os resultados em 12 de julho de 1776. O Congresso enfrentou longos debates sobre soberania, poderes do Congresso, existência de Judiciário, reivindicações de terras ocidentais e procedimentos de votação. Mesmo com o Congresso sendo forçado a se mudar para Baltimore e depois Lancaster e York devido à guerra, o trabalho continuou.
O rascunho final foi concluído em 15 de novembro de 1777. Para alcançar consenso, o texto afirmava que cada estado manteria sua soberania, as votações no Congresso seriam por estado, e o corpo legislativo seria unicameral com poderes limitados.

## Ratificação
Os Artigos da Confederação foram submetidos aos estados para ratificação no final de novembro de 1777. O primeiro estado a ratificá-los foi a Virgínia, em 16 de dezembro de 1777; doze estados já haviam ratificado até fevereiro de 1779. A exceção foi Maryland, que se recusava a ratificar até que os estados com terras a oeste, especialmente a Virgínia, estivessem dispostos a ceder suas reivindicações ao oeste do Rio Ohio. Isso levou dois anos. Durante esse período, o Congresso operou os Artigos como seu quadro de governo de facto. Maryland finalmente ratificou os Artigos em 2 de fevereiro de 1781. O Congresso foi informado da decisão em 1 de março e declarou oficialmente os Artigos como lei do país.
As datas de ratificação por estado foram as seguintes:
| Estado            | Data                    |
| ----------------- | ----------------------- |
| Virgínia          | 16 de dezembro de 1777  |
| Carolina do Sul   | 5 de fevereiro de 1778  |
| Nova Iorque       | 6 de fevereiro de 1778  |
| Rhode Island      | 9 de fevereiro de 1778  |
| Connecticut       | 12 de fevereiro de 1778 |
| Geórgia           | 26 de fevereiro de 1778 |
| New Hampshire     | 4 de março de 1778      |
| Pensilvânia       | 5 de março de 1778      |
| Massachusetts     | 10 de março de 1778     |
| Carolina do Norte | 5 de abril de 1778      |
| Nova Jersey       | 19 de novembro de 1778  |
| Delaware          | 1 de fevereiro de 1779  |
| Maryland          | 2 de fevereiro de 1781  |

## Resumo dos Artigos
Os Artigos da Confederação contêm um preâmbulo, treze artigos, uma conclusão e uma seção de assinaturas. Os artigos definem as regras de operação do governo central da confederação. Os estados retinham soberania sobre todas as funções não especificamente delegadas ao Congresso, que possuía poderes para declarar guerra e paz, negociar tratados, resolver disputas entre estados e coordenar ações comuns.
Resumo do conteúdo de cada artigo:
1. Estabelece o nome da confederação: "O estilo desta confederação será 'Os Estados Unidos da América'."
2. Reafirma a soberania de cada estado: "Cada estado retém sua soberania, liberdade e independência..."
3. Declara o propósito da confederação como uma "liga firme de amizade" para defesa comum, liberdade e bem-estar geral.
4. Estabelece igualdade legal e liberdade de circulação entre os estados, excetuando "pobres, vagabundos e fugitivos da justiça"; prevê extradição.
5. Cada estado tem direito a um voto no Congresso, com delegações de dois a sete membros, indicados pelas assembleias estaduais.
6. Somente o governo central pode declarar guerra, celebrar tratados, manter relações exteriores; proíbe nobrezas e alianças entre estados sem aprovação do Congresso.
7. Determina que a nomeação de oficiais militares abaixo de coronel seja feita pelas legislaturas estaduais.
8. Os gastos dos EUA serão financiados por contribuições dos estados, proporcionais ao valor das propriedades.
9. Detalha os poderes do Congresso, incluindo condução de guerras, nomeação de oficiais, regulação de moeda, correios e resolução de disputas entre estados.
10. Prevê que um comitê de estados (ou nove deles) possa exercer poderes quando o Congresso estiver em recesso.
11. Caso o Canadá deseje aderir à confederação, será automaticamente aceito; novos estados exigem aprovação de nove estados.
12. Reafirma o pagamento de dívidas e compromissos contraídos antes dos Artigos.
13. Declara os Artigos como perpétuos, e que alterações requerem aprovação do Congresso e de todas as legislaturas estaduais.

## Congresso sob os Artigos

### Exército
Sob os Artigos, o Congresso podia organizar e financiar o Exército Continental, mas não tinha poder para obrigar os estados a contribuir com tropas ou recursos. Isso levou a frequentes crises de abastecimento e pagamento, como afirmou George Washington. Oficiais como Henry Knox passaram a defender um governo federal mais forte. Knox escreveu: "É um brinde popular no exército: 'Um aro para o barril' ou 'Cimento para a União'."
Após a vitória em Yorktown, o exército foi amplamente dissolvido. Um pequeno contingente foi mantido para proteger os fortes da fronteira e conter ataques indígenas. Promessas de gratificações e terras raramente foram cumpridas. Em 1783, George Washington controlou pessoalmente a Conspiração de Newburgh. Os estados contribuíam com tropas conforme seus próprios interesses.

### Política externa
O Tratado de Paris (1783) demorou meses para ser ratificado por falta de quórum no Congresso. Congressistas frequentemente se ausentavam. A ausência de poder coercitivo comprometeu a política externa. Thomas Jefferson lamentava a falta de força para enfrentar os Piratas da Barbária: "Nunca haverá dinheiro no tesouro até que a Confederação mostre os dentes."
O Tratado Jay–Gardoqui com a Espanha também demonstrou fraqueza, pois cedia o uso do Rio Mississippi por 25 anos. A Grã-Bretanha adiava a saída dos fortes americanos até que os EUA cumprissem as cláusulas do tratado relativas aos lealistas, o que só se resolveria com o Tratado de Jay em 1795.

### Tributação e comércio
O Congresso não tinha poder de tributação: podia apenas requisitar recursos aos estados. Estes raramente respondiam. A moeda emitida depreciava-se rapidamente. George Washington escreveu: "Um carroção de dinheiro mal compra um carroção de provisões." O presidente do Congresso, John Jay, apelou aos estados: "o preço da liberdade e da paz...". A arrecadação foi nula.
O Congresso também não podia regular o comércio exterior nem o comércio interestadual, o que levou os estados a manter políticas conflitantes. O endividamento da guerra gerou intensos debates, culminando com propostas de assunção das dívidas pelos federais.

### Realizações
Apesar das limitações, o Congresso da Confederação aprovou dois atos de impacto duradouro: a Ordenação de Terras de 1785 e a Ordenação do Noroeste de 1787. Estas ordenações organizaram o governo territorial, estabeleceram critérios para admissão de novos estados e dividiram a terra em unidades úteis, reservando terras públicas em cada distrito para uso comunitário. Esse sistema rompeu com a colonização imperial europeia e estabeleceu o precedente de soberania nacional para expansão territorial.
A Ordenação de Terras de 1785 estabeleceu os padrões para levantamento fundiário e propriedade de terras no oeste e noroeste, com a divisão em townships (6x6 milhas), seções (1x1 milha) e quarto de seção (160 acres). Esse modelo foi estendido a praticamente todos os estados a oeste do Rio Mississippi, exceto partes do Texas e da Califórnia.
A Ordenação do Noroeste de 1787 organizou o Território do Noroeste, preparou a formação de novos estados e proibiu a escravidão na região. A área cessionada ao governo nacional por Massachusetts, Connecticut, Nova Iorque, Pensilvânia e Virgínia deu origem a Ohio, Indiana, Illinois, Michigan, Wisconsin e parte de Minnesota.
Nenhum novo estado foi admitido oficialmente sob os Artigos da Confederação. Havia previsão de que o Canadá (então a Província de Quebec) poderia se juntar automaticamente à união, o que não ocorreu. Propostas para admissão de Franklin, Kentucky e Vermont foram consideradas, mas não aprovadas.

### Presidentes do Congresso
Ver também
Nos termos dos Artigos, o presidente do Congresso, denominado Presidente dos Estados Unidos reunidos em Congresso, presidia o Comitê dos Estados durante os recessos do Congresso e cumpria funções administrativas, sem exercer o poder executivo como o Presidente dos Estados Unidos moderno.
Houve dez presidentes durante a vigência dos Artigos, sendo o primeiro Samuel Huntington, que já ocupava a presidência do Congresso Continental desde 28 de setembro de 1779:
| Presidente        | Período                                        |
| ----------------- | ---------------------------------------------- |
| Samuel Huntington | 1 de março – 10 de julho de 1781               |
| Thomas McKean     | 10 de julho – 5 de novembro de 1781            |
| John Hanson       | 5 de novembro de 1781 – 4 de novembro de 1782  |
| Elias Boudinot    | 4 de novembro de 1782 – 3 de novembro de 1783  |
| Thomas Mifflin    | 3 de novembro de 1783 – 3 de junho de 1784     |
| Richard Henry Lee | 30 de novembro de 1784 – 4 de novembro de 1785 |
| John Hancock      | 23 de novembro de 1785 – 5 de junho de 1786    |
| Nathaniel Gorham  | 6 de junho – 3 de novembro de 1786             |
| Arthur St. Clair  | 2 de fevereiro – 4 de novembro de 1787         |
| Cyrus Griffin     | 22 de janeiro – 15 de novembro de 1788         |

## Os Estados Unidos sob os Artigos
O Tratado de Paz de 1783 deixou os Estados Unidos independentes, porém com uma estrutura governamental instável. Os Artigos previam uma confederação permanente, mas conferiam poucos poderes ao Congresso — único órgão federal — para se financiar ou fazer cumprir suas decisões. Não havia presidente, agências executivas, Judiciário ou base tributária. Ainda que historicamente considerados frágeis, os Artigos permitiram a resolução voluntária das reivindicações territoriais ocidentais pelos estados.
A prosperidade foi retomada com o fim do bloqueio britânico, mas o comércio internacional ainda enfrentava restrições por parte dos impérios britânico e francês. Ao mesmo tempo, a indústria americana sofria com o retorno dos produtos britânicos. A instabilidade política e as tentativas de anular dívidas por governos populares alarmaram as elites políticas e econômicas.
O Congresso não conseguia resgatar suas obrigações financeiras nem promover cooperação produtiva entre os estados. Em 1786–87, a Rebelião de Shays desafiou a autoridade do governo estadual de Massachusetts.
A moeda continental depreciou-se ao ponto de se tornar inútil, dando origem à expressão “não vale um continental”. A arrecadação de impostos era quase inexistente: entre 1781 e 1784, menos de um milhão e meio de dólares foram arrecadados, apesar de pedidos por dois milhões apenas em 1783.
John Adams, em missão diplomática a Londres em 1785, não conseguiu firmar tratados comerciais, pois não havia garantia de que os estados os respeitariam. Quando outros estados da Nova Inglaterra fecharam seus portos aos britânicos, Connecticut abriu os seus para lucrar.
O Congresso não conseguia proteger a indústria e o comércio, nem garantir crédito ou respeitar contratos. Especuladores de terras não confiavam na valorização territorial com um governo incapaz de proteger fronteiras.
Alexander Hamilton, assessor de Washington, percebeu a necessidade de um governo central forte. Obteve apoio de Washington e liderou a Convenção de Annapolis (1786), que solicitou ao Congresso a convocação de uma convenção constitucional para revisar os Artigos.2004

## Assinaturas
O Segundo Congresso Continental aprovou os Artigos para envio aos estados em 15 de novembro de 1777. As cópias enviadas em 28 de novembro estavam sem assinaturas e com a data em branco. Em 9 de julho de 1778, uma cópia final foi datada e assinada por delegados dos estados que já haviam ratificado. Delegados de Nova Hampshire, Massachusetts, Rhode Island, Connecticut, Nova Iorque, Pensilvânia, Virgínia e Carolina do Sul assinaram nesse dia. Carolina do Norte e Geórgia estavam ausentes; Nova Jersey, Delaware e Maryland ainda não haviam ratificado.
Os demais assinaram ao longo dos meses seguintes, conforme suas assembleias ratificavam os Artigos. Maryland foi o último estado a ratificar, em 2 de fevereiro de 1781, e os delegados assinaram em 1 de março de 1781, data em que os Artigos entraram formalmente em vigor.

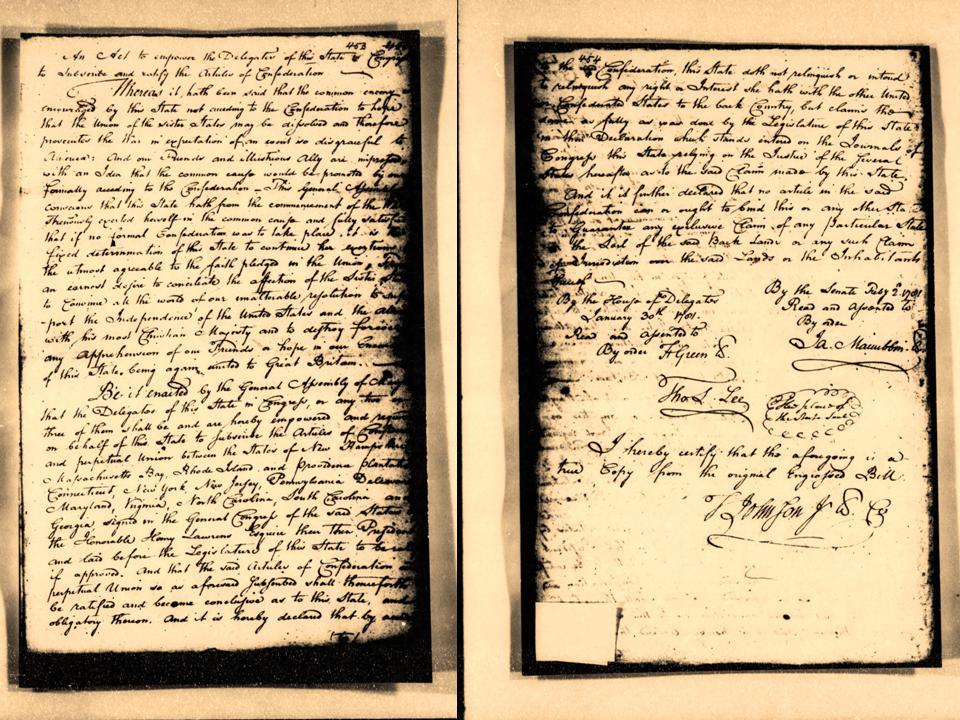
Ato legislativo de Maryland ratificando os Artigos da Confederação, 2 de fevereiro de 1781

### Signatários
Os signatários e os estados que representavam:
Connecticut
- Roger Sherman
- Samuel Huntington
- Oliver Wolcott
- Titus Hosmer
- Andrew Adams

Delaware
- Thomas McKean
- John Dickinson
- Nicholas Van Dyke

Geórgia
- John Walton
- Edward Telfair
- Edward Langworthy

Maryland
- John Hanson
- Daniel Carroll

Massachusetts Bay
- John Hancock
- Samuel Adams
- Elbridge Gerry
- Francis Dana
- James Lovell
- Samuel Holten

Nova Hampshire
- Josiah Bartlett
- John Wentworth Jr.

Nova Jersey
- John Witherspoon
- Nathaniel Scudder

Nova Iorque
- James Duane
- Francis Lewis
- William Duer
- Gouverneur Morris

Carolina do Norte
- John Penn
- Cornelius Harnett
- John Williams

Pensilvânia
- Robert Morris
- Daniel Roberdeau
- Jonathan Bayard Smith
- William Clingan
- Joseph Reed

Rhode Island e Plantações de Providência
- William Ellery
- Henry Marchant
- John Collins

Carolina do Sul
- Henry Laurens
- William Henry Drayton
- John Mathews
- Richard Hutson
- Thomas Heyward Jr.

Virgínia
- Richard Henry Lee
- John Banister
- Thomas Adams
- John Harvie
- Francis Lightfoot Lee

## Páginas em pergaminho
As páginas originais dos Artigos da Confederação estão arquivadas na Administração Nacional de Arquivos e Registros dos EUA.

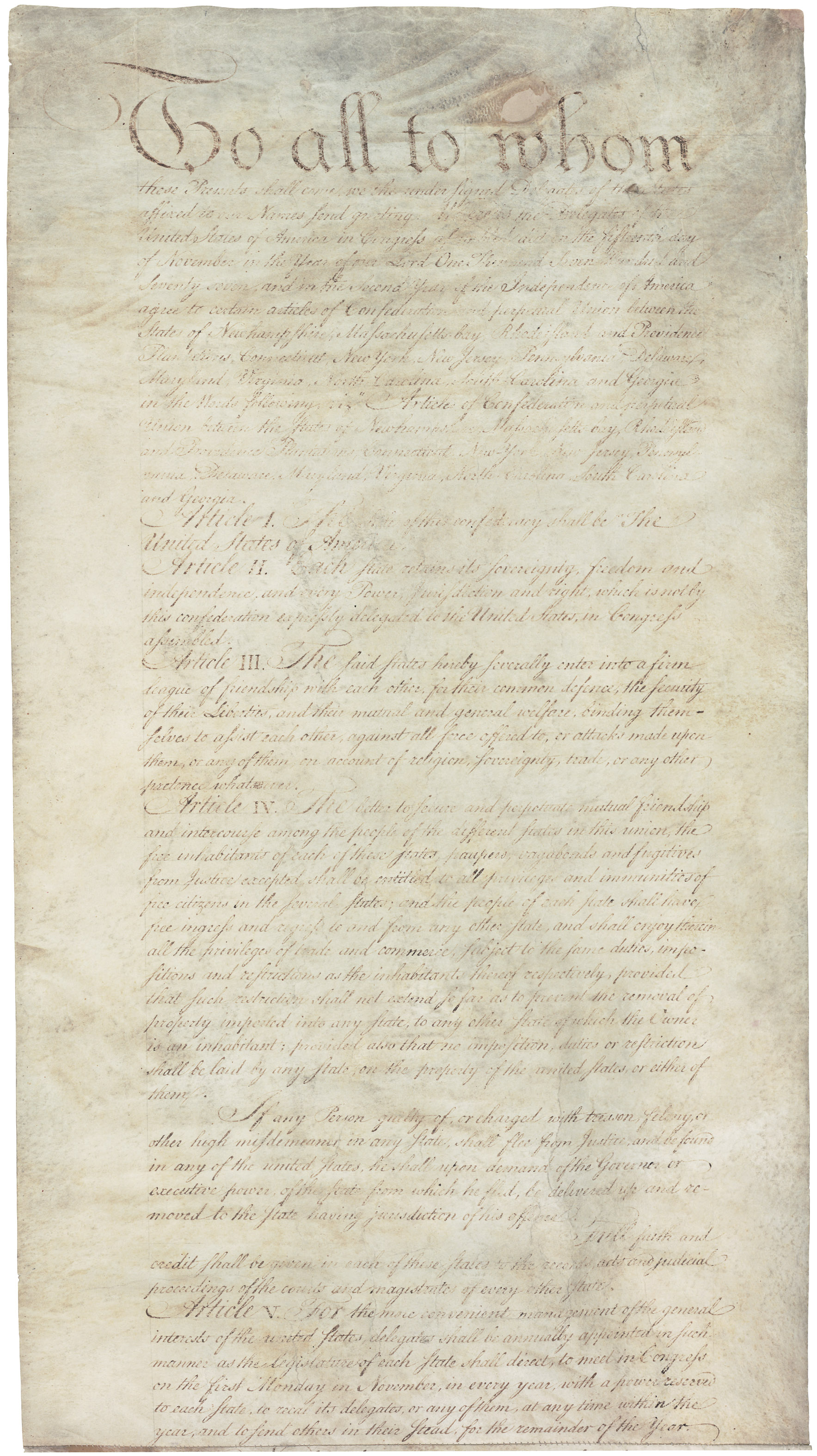
Preâmbulo até o Art. V, Seção 1
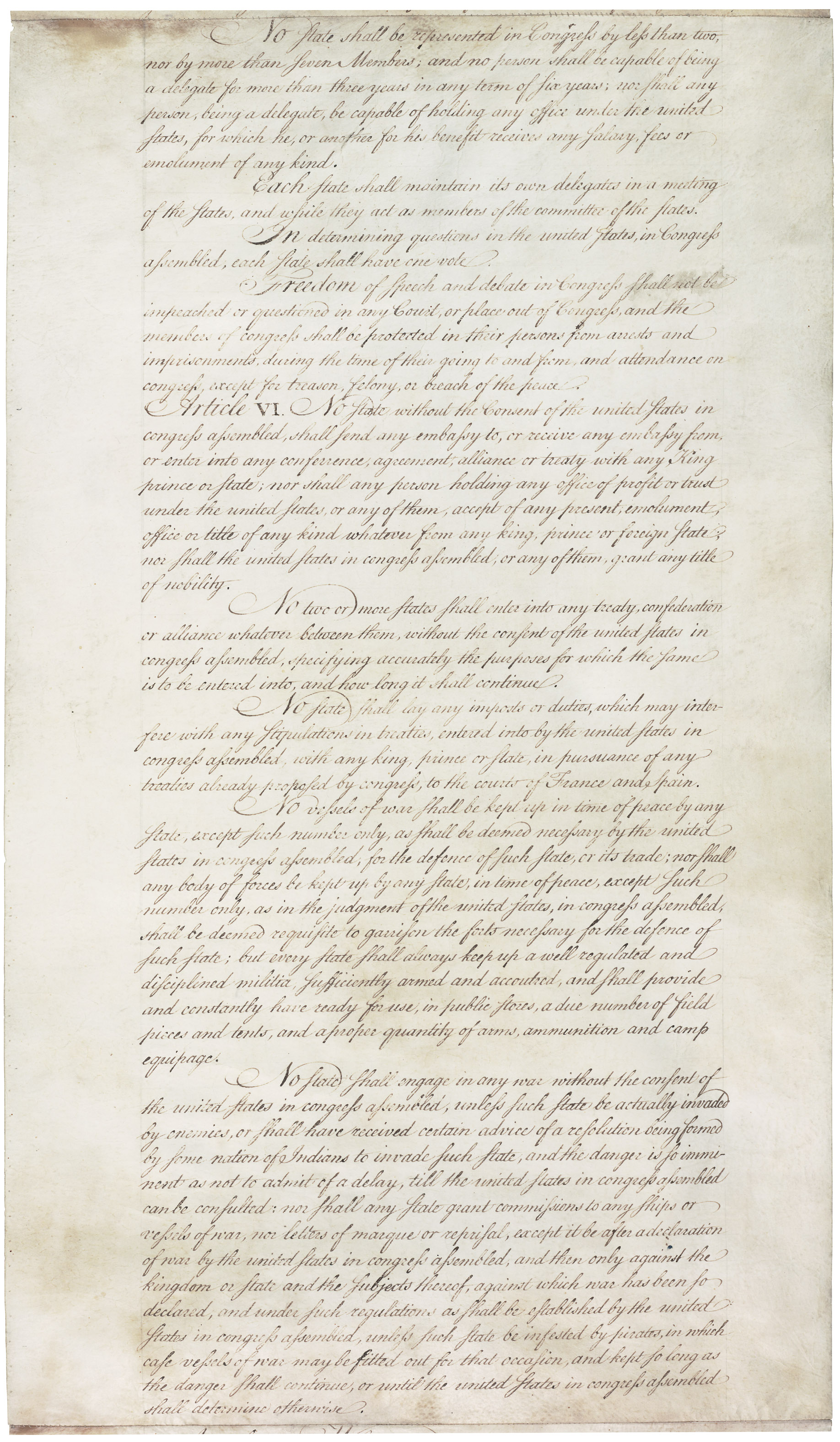
Art. V, Seção 2 até Art. VI
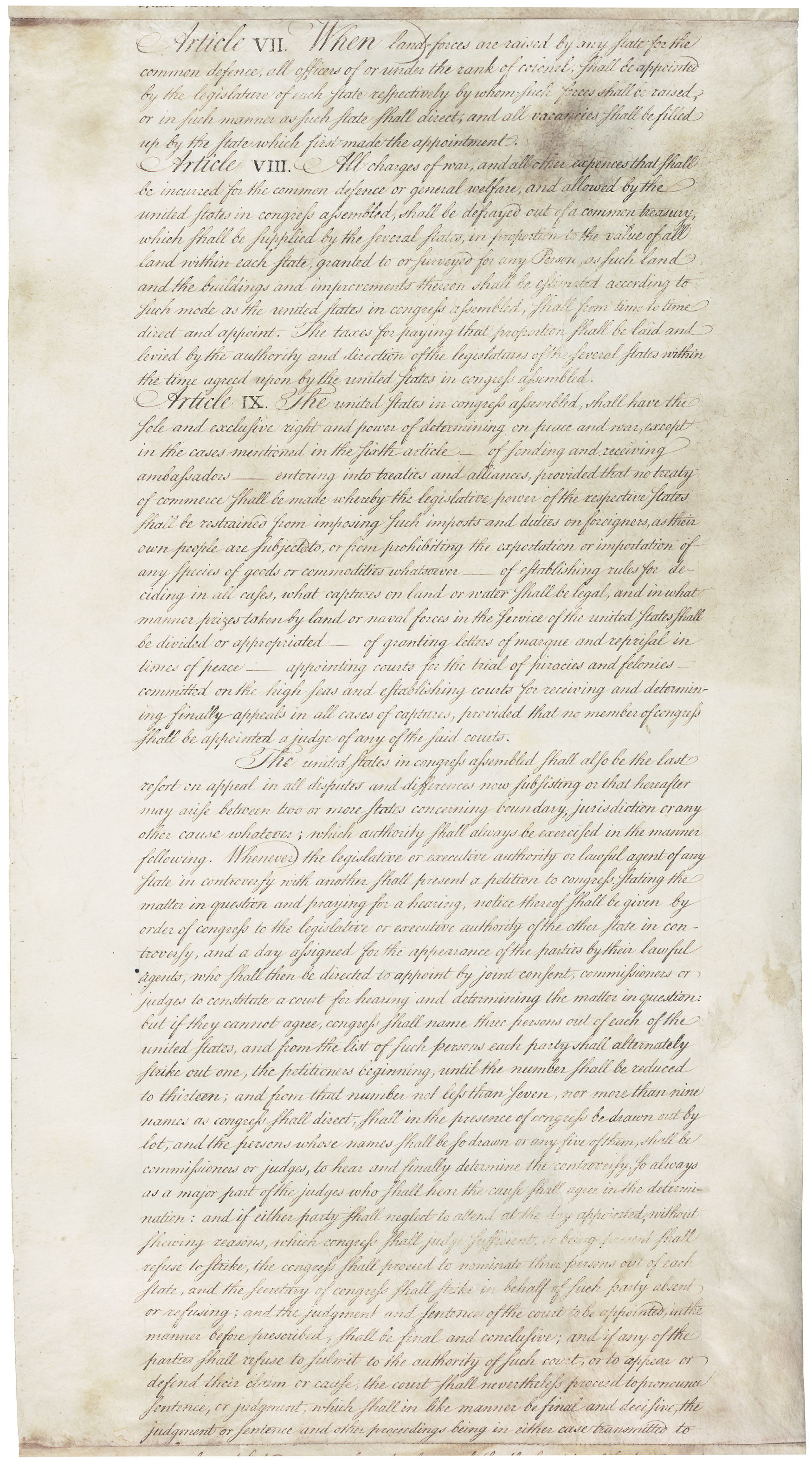
Art. VII até Art. IX, Seção 2
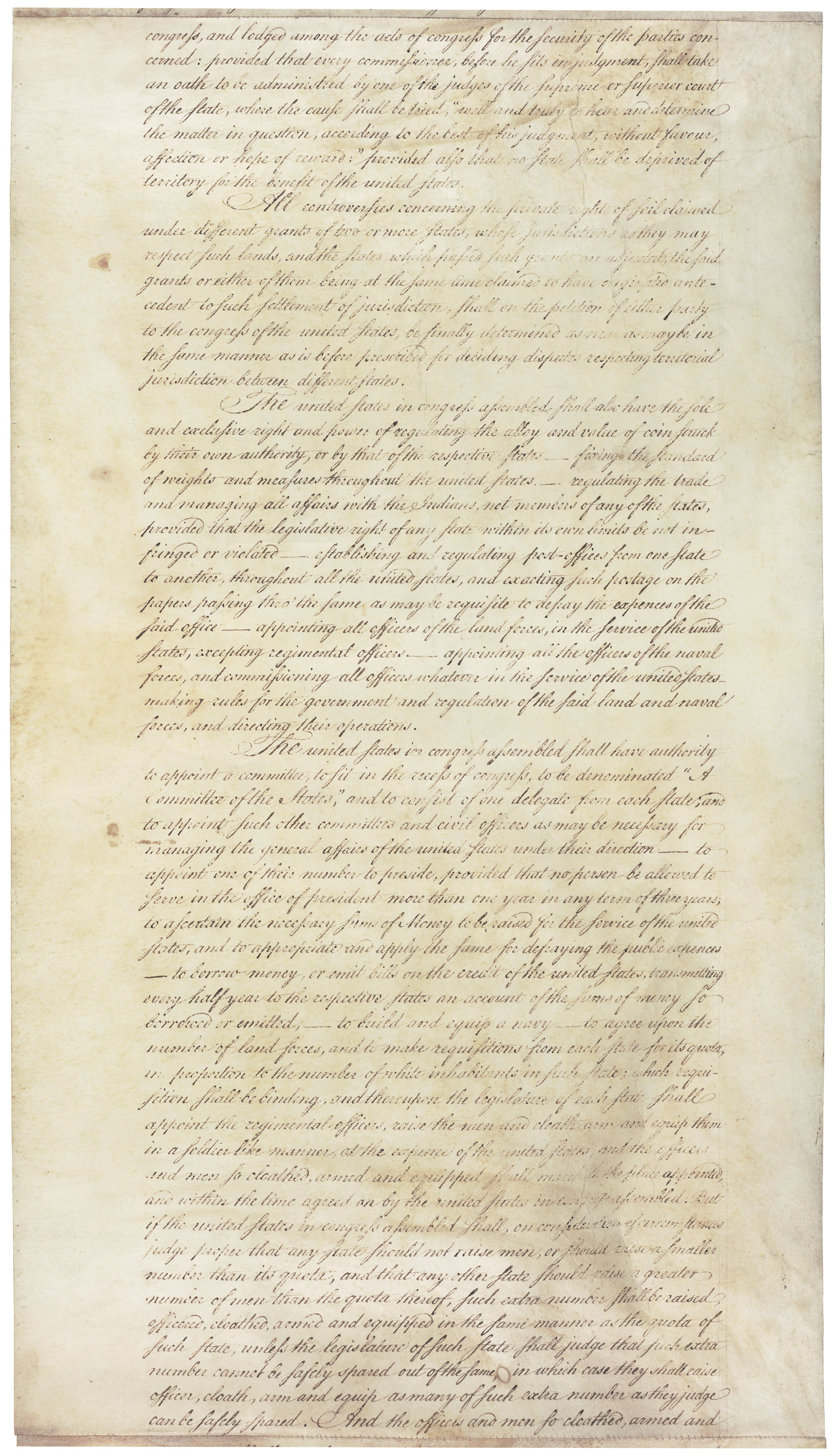
Art. IX, Seção 2 a 5
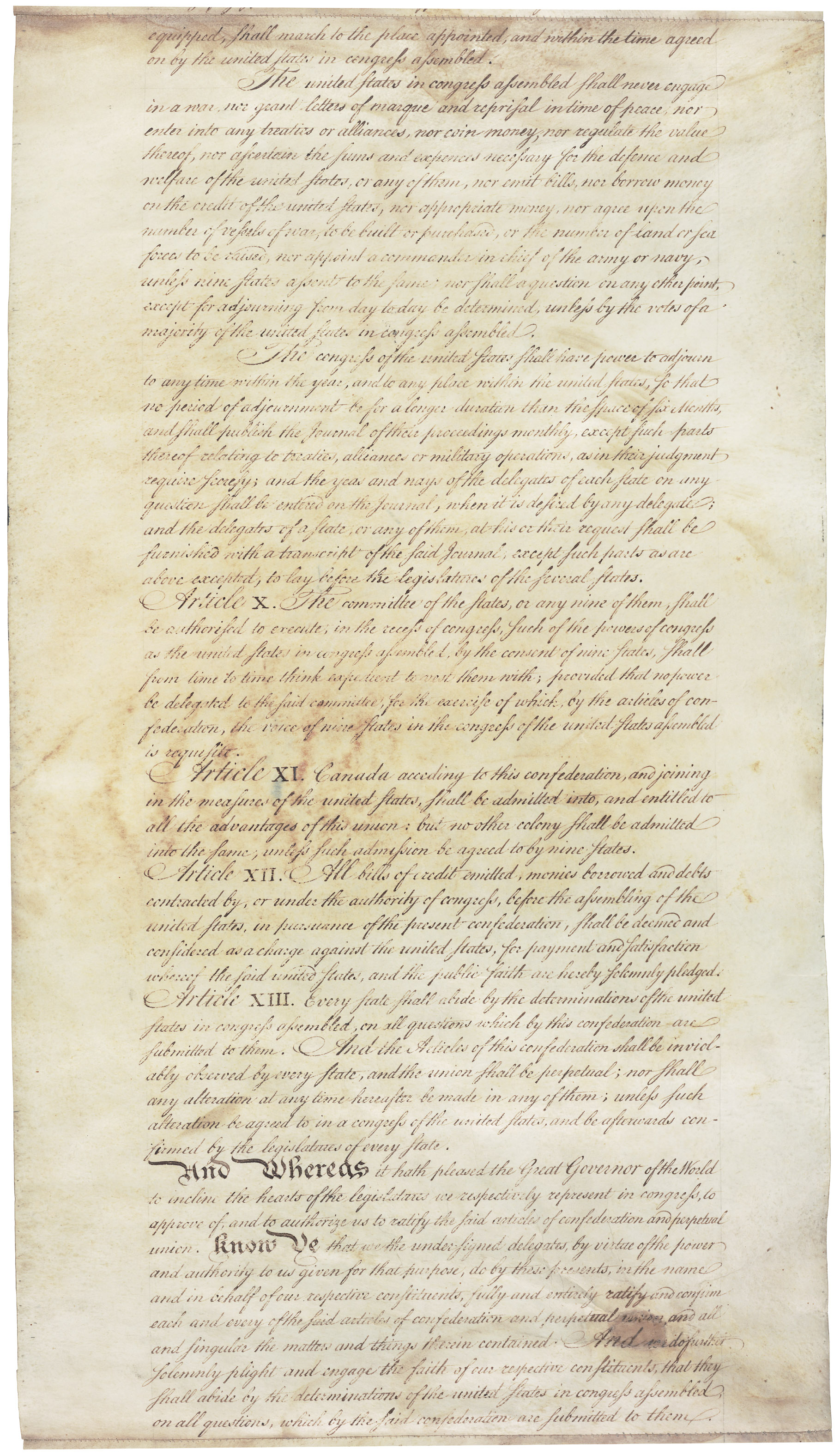
Art. IX, Seção 5 até Art. XIII, Seção 2
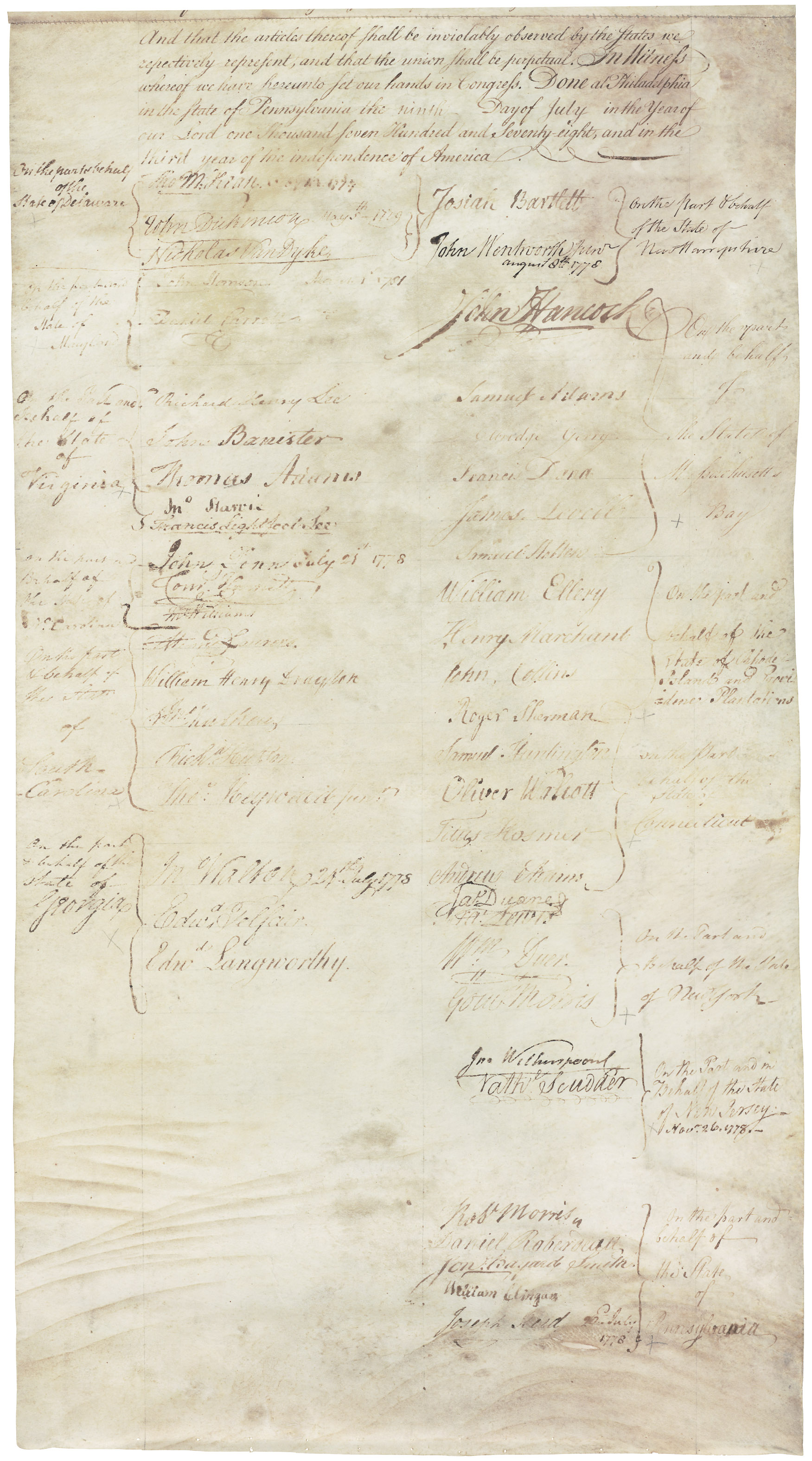
Art. XIII, Seção 2 até as assinaturas

## Revisão e substituição
Ver também
Em setembro de 1786, delegados de cinco estados reuniram-se na Convenção de Annapolis (1786) para discutir barreiras comerciais interestaduais. Eles convocaram uma nova convenção em Filadélfia, com início em maio de 1787. O Congresso da Confederação apoiou o encontro com o propósito de revisar os Artigos. No entanto, os delegados decidiram redigir uma nova constituição, em sessões secretas.
O novo governo conferia mais poder ao governo central, mas o caráter exato do sistema foi debatido. Forrest McDonald escreveu:

O rearranjo constitucional de poderes criou um novo tipo de governo, sem precedentes no mundo. Nenhuma autoridade anterior havia sido nem totalmente centralizada, nem uma simples confederação de estados soberanos. O novo sistema americano era uma mescla de ambos.
Em 1786, Charles Pinckney propôs mudanças nos Artigos, como conceder ao Congresso poder sobre o comércio. As propostas exigiam unanimidade, o que não foi alcançado. A fraqueza da Confederação ficou evidente com eventos como a Rebelião de Shays.Ralph Ketcham destacou que os Antifederalistas temiam a concentração de poder:
Temiam o "governo consolidado" proposto pela nova Constituição. Vi nele apenas a ambição de homens sedentos por um "império esplêndido"... que oprimisse o povo com impostos e guerras.1990
Jack Rakove aponta que os estados violaram repetidamente os Artigos, tornando-o ineficaz. Já Akhil Amar argumenta que a Constituição poderia ser vista como um "acordo lateral" entre estados até a ratificação final.2012

## Últimos meses
Em 3 de julho de 1788, o Congresso recebeu a nona ratificação (Nova Hampshire), estabelecendo a nova Constituição. Dois dias depois, considerou e rejeitou admitir Kentucky, pois apenas poderia fazê-lo sob os Artigos, não sob a nova constituição.2002
Em setembro de 1788, o Congresso determinou que o novo governo começaria a funcionar em março de 1789. Nova Iorque foi confirmada como capital nacional.